# Valterski Vrh
Valterski Vrh je naselje, sestavljeno iz dveh zaselkov - samotnih kmetij v Polhograjskem hribovju v Občini Škofja Loka.